# チャンドラヤーン3号
チャンドラヤーン3号（チャンドラヤーン3ごう、サンスクリット: चंद्रयान-3、英語: Chandrayaan-3）は、インド宇宙研究機関(ISRO)が、2023年7月14日に打ち上げた月探査機である。チャンドラヤーンはサンスクリットの語彙「チャンドラ（चंद्र）」（月）と「ヤーナ（यान）」（乗り物）による合成語をヒンディー語読みしたものであり、直訳すると「月の乗り物」という意味になる。
8月23日、月の南極付近にあるマンチヌス・クレーターの南東部に世界で初めて降り立った。

## 着陸船・探査車
チャンドラヤーン3号は、着陸船「ビクラム」と探査車「プラギャン」から構成される。ランダーには3基、ローバーには2基の観測装置が搭載された。
着陸後は、月面探査のほか、将来的な月面からの帰還機の開発を想定して着陸船を月面から数十センチメートルの高さに飛び上がる実験も行われた。月面での活動予定は14日間で、極低温となる月の夜を超すようには設計されていない。月の夜を迎える9月4日には探査車ともども受信機を有効にしたままスリープモードに入ったが、月が夜明けを迎える9月22日になっても通信は再開しなかった。

## 推進モジュール
着陸までの飛行を担う推進モジュールにはSHAPE (Spectro-polarimetry of HAbitable Planet Earth) と呼ばれる偏光分光観測装置が搭載されており、ランダー・ローバーの運用後も月周回軌道から観測が続けられた。さらに、軌道投入誤差が少なかったことから推進モジュールの推進剤には充分な余裕があり、将来のサンプルリターン計画などの月探査を視野に入れた追加のミッションが行われた。2023年10月9日から11月7日にかけて軌道修正を行い、11月10日には月の作用圏を脱出、公転周期約13日・軌道傾斜角27度の地球周回軌道に移行して観測が続けられた。以降は周回を重ねていくうちに軌道が変化することが見込まれるが、近地点高度は最小で115,000 kmに達する見通し。